# Chặng đua MotoGP Doha
Chặng đua MotoGP Doha (tên chính thức Grand Prix of Doha) là một chặng đua thuộc giải đua xe MotoGP được tổ chức ở trường đua Losail International Circuit, Qatar. Chặng đua này bao gồm ba thể thức là MotoGP, Moto2, Moto3.

## Lịch sử
Chặng đua được tổ chức lần đầu vào năm 2021. Ở thể thức MotoGP tay đua đã giành pole là Jorge Martin, còn người chiến thắng là Fabio Quartararo.

## Kết quả theo năm
| Năm  | Moto3        | Moto3 | Moto2     | Moto2 | MotoGP           | MotoGP | Chi tiết |
| Năm  | Tay đua      | Xe    | Tay đua   | Xe    | Tay đua          | Xe     | Chi tiết |
| ---- | ------------ | ----- | --------- | ----- | ---------------- | ------ | -------- |
| 2021 | Pedro Acosta | KTM   | Sam Lowes | Kalex | Fabio Quartararo | Yamaha | Chi tiết |